# Донская, Татьяна Владимировна
Татьяна Владимировна Донская (5 ноября 1970 года, Иркутск, СССР) — российский учёный-геолог, специалист в области петрологии магматических и метаморфических пород, геохимии, региональной геологии, член-корреспондент РАН (2025).

## Биография
Родилась 5 ноября 1970 года в г. Иркутске.
В 1992 году — окончила геологический факультет Иркутского госуниверситета, специальность «геологическая съемка и поиски месторождений полезных ископаемых».
С 1992 года — работает в Институте земной коры СО РАН, где прошла путь от инженера и до ведущего научного сотрудника (с 2015 года), в настоящее время - главный научный сотрудник.
В 1997 году — защитила кандидатскую диссертацию, тема: «Структурно-метаморфическая эволюция комплексов метаморфических ядер Южной Сибири (на примере Шутхулайского и Заганского комплексов)».
В 2019 году - защитила докторскую диссертацию, тема: «Раннепротерозойский гранитоидный магматизм Сибирского кратона».
В мае 2025 года - избрана членом-корреспондентом Российской академии наук.

## Научная деятельность
Специалист в области петрологии магматических и метаморфических пород, геохимии, региональной геологии.
Автор и соавтор более 160 научных работ.

## Награды
- Премия имени В. А. Обручева (совместно с Е. В. Скляровым, Д. П. Гладкочубом, за 2020 год) — за цикл работ «Основные этапы становления консолидированной литосферы Сибири: от архея до кайнозоя»
- Победитель конкурса молодых ученых — кандидатов наук на получение гранта Фонда содействия отечественной науке (2004—2005, 2006—2007)
- Лауреат премии Сибирского отделения РАН для молодых ученых имени академиков Ю. А. Кузнецова и В. А. Кузнецова — за работы в области магматизма, рудообразования и региональной геологии
- Почётная грамота РАН
- Юбилейная медаль «В память 350-летия Иркутска» (2012)